# Kochanów (Głuchów)
Kochanów (deutsch Erdmannsweiler) ist ein Dorf, das 1802 als preußische Kolonie gegründet wurde und heute zur Gemeinde Głuchów im Landkreis Skierniewice gehört, welche in der Woiwodschaft (Provinz) Łódź in Polen liegt.

## Geographie
Kochanów befindet sich in relativ flacher, nach Norden hin leicht gewellter Umgebung inmitten weiter landwirtschaftlich genutzter Flächen 38 km östlich von Łódź, 22 km südlich von Skierniewice, 16 km westlich von Rawa Mazowiecka und 26 km nördlich von Tomaszów Mazowiecki.
Das langgestreckte Dorf liegt am Nordufer des hier in West-Ost-Richtung fließenden Flüsschens Rawka, welches in diesem Gebiet, erst 10 km von seiner Quelle entfernt, stark mäandriert und in einen ungefähr 100 m breiten Grünstreifen aus Bäumen und Gebüsch eingebettet ist. Nach Norden hin steigt das Gelände einige Meter an. Etwa 1,5 km nördlich des Dorfes verläuft ebenfalls in West-Ost-Richtung die im Ersten Weltkrieg unter deutscher Besatzung erbaute Schmalspurbahn Rogów – Biała Rawska (heute Museumsbahn), und circa 2,5 km nördlich des Dorfes verläuft parallel zur Bahn die Nationalstraße 72 (Konin – Łódź – Brzeziny – Rawa Mazowiecka).
In der Mitte des Dorfes gibt es eine Brücke über die Rawka, dort steht auch eine aus Backstein erbaute Wassermühle. Das südliche Ufer des Flusses ist teilweise sumpfig, flach und wird von zahlreichen Nebenflüssen der Rawka durchschnitten. Direkt am Fluss gibt es zahlreiche Schutzhütten für Biber und Wildvögel.

## Geschichte

### Gründung in preußischer Zeit

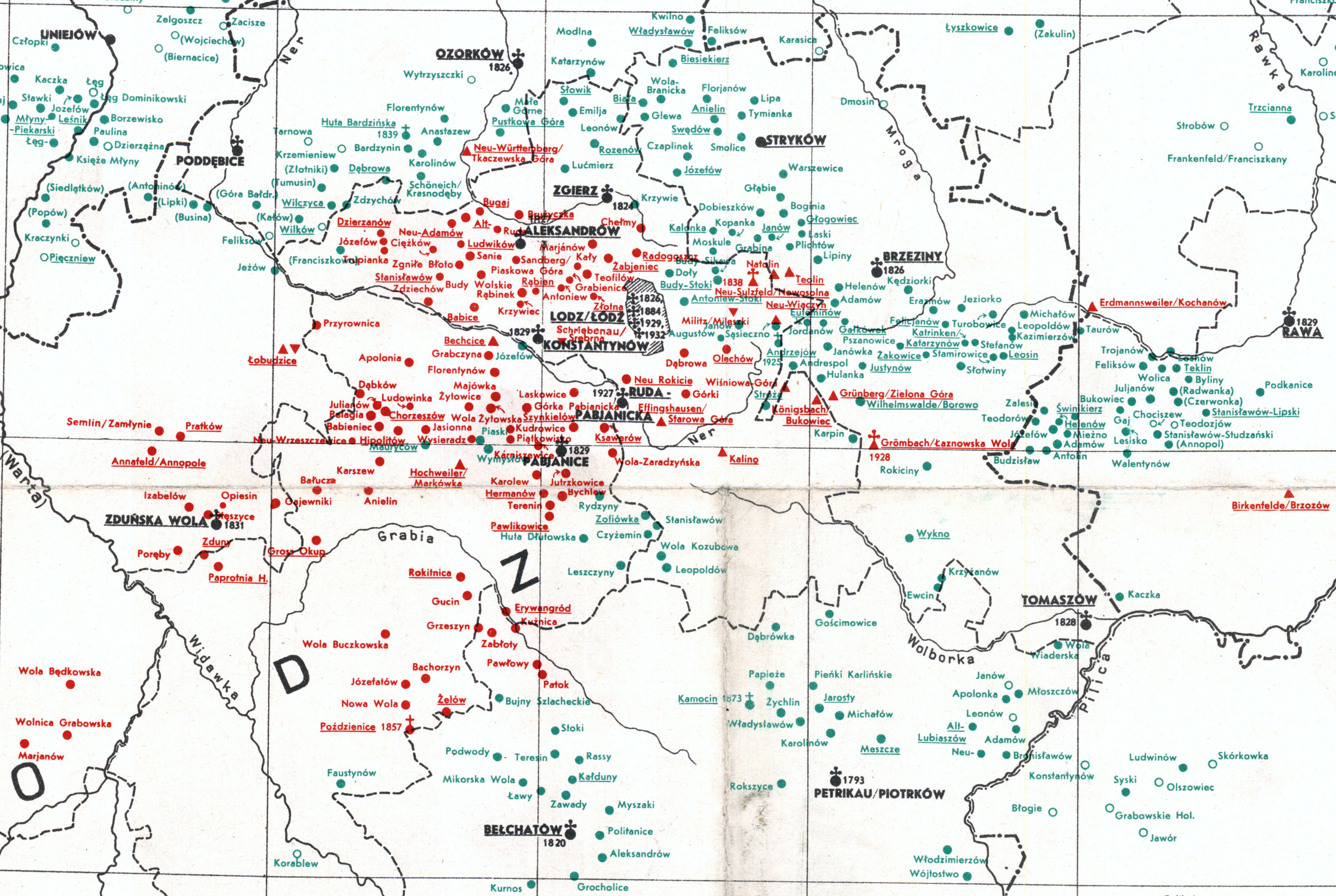
Kochanów (rechts) auf der Siedlungskarte von Albert Breyer, gut zu sehen ist die periphere Lage in Relation zu den anderen Schwabenkolonien (rote Dreiecke), grüne Kreise bezeichnen Pommerndörfer

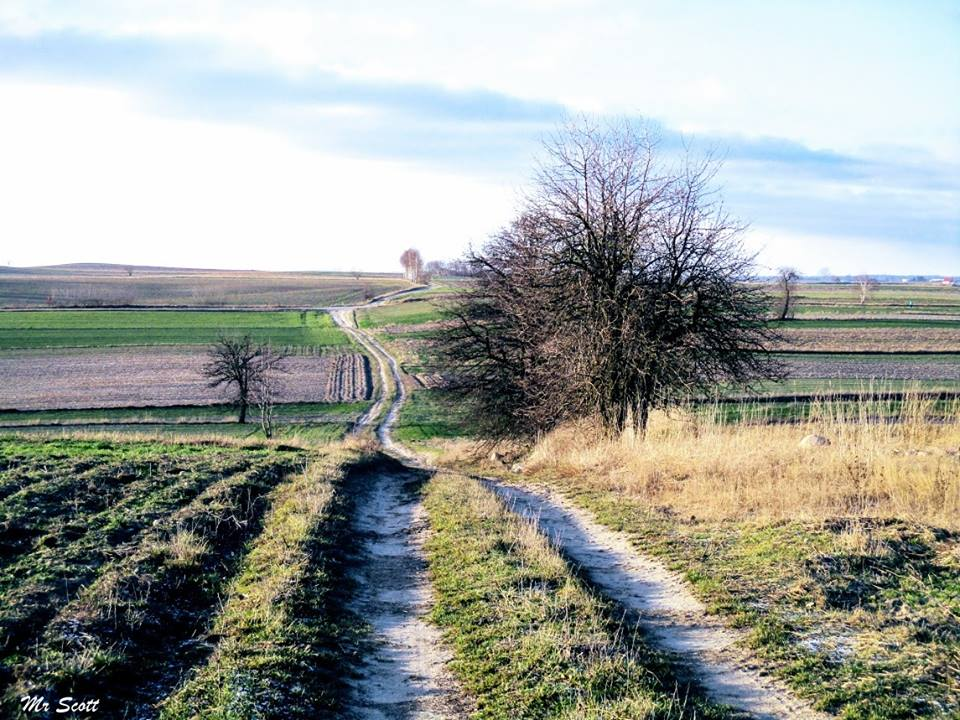
Sandige Wege und Böden bei Kochanów (Dezember 2015)

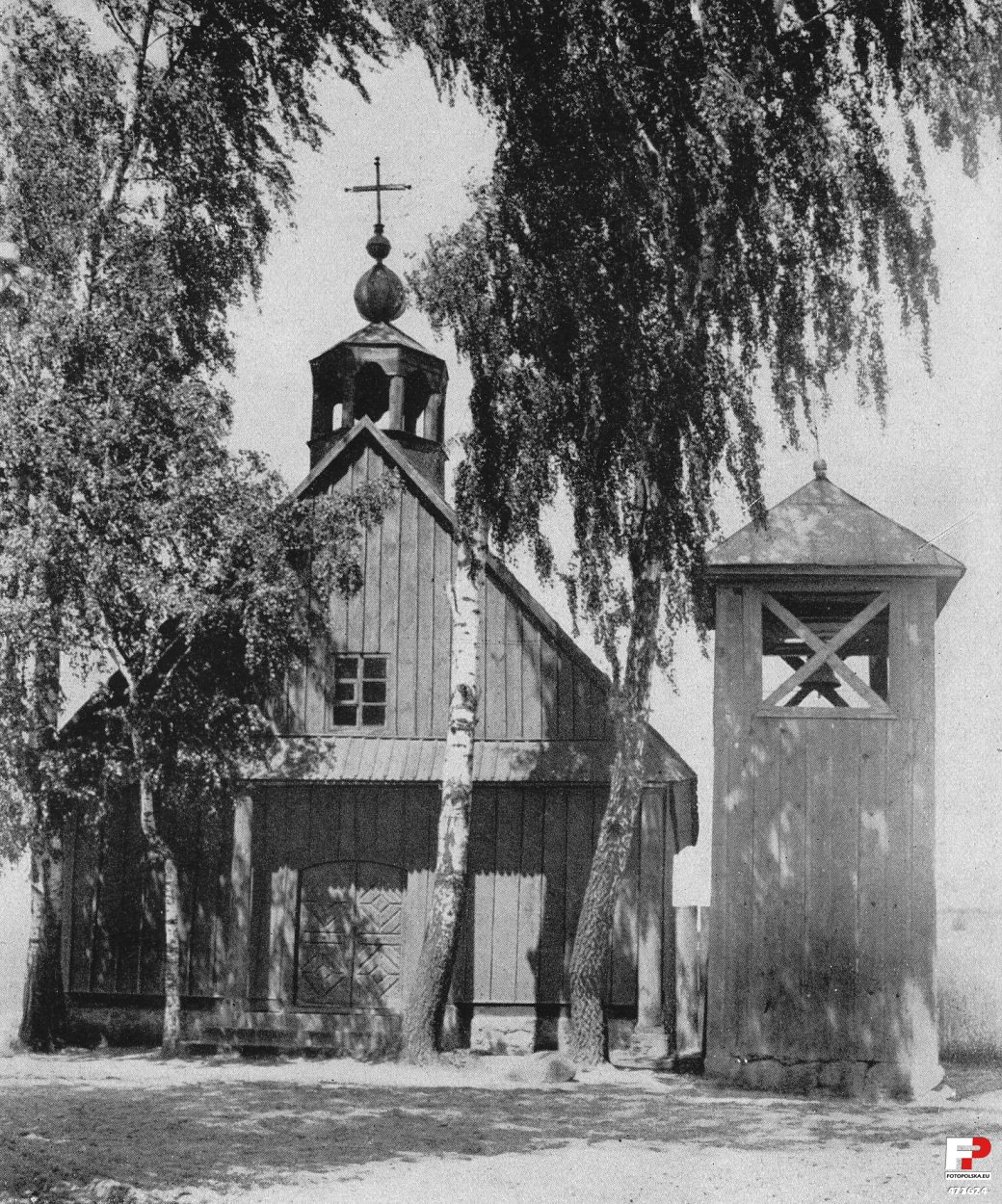
Evangelische Holzkirche Kochanów (Foto vor 1939)

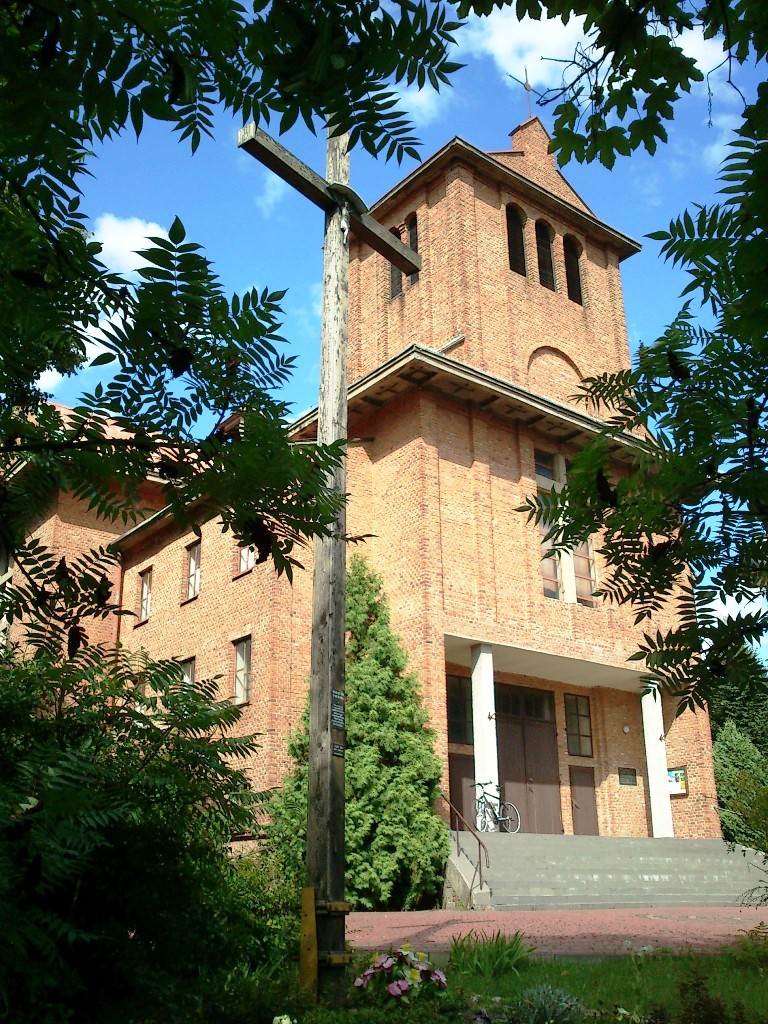
Katholische Kirche St. Josef von 1979 (August 2012)

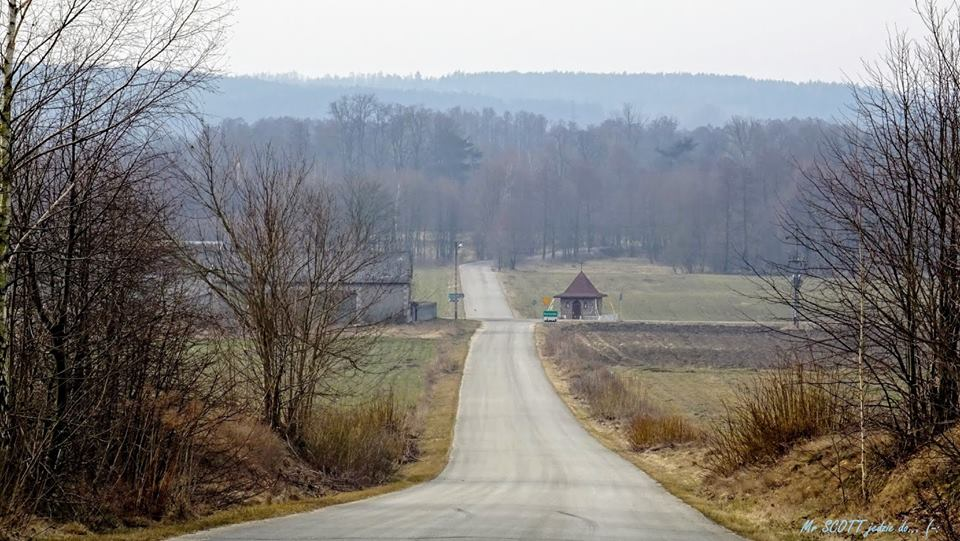
Blick in Richtung Süden auf die 1947 erbaute Kapelle am Westende Kochanóws, hinter der Kreuzung fließt die Rawka (März 2018)

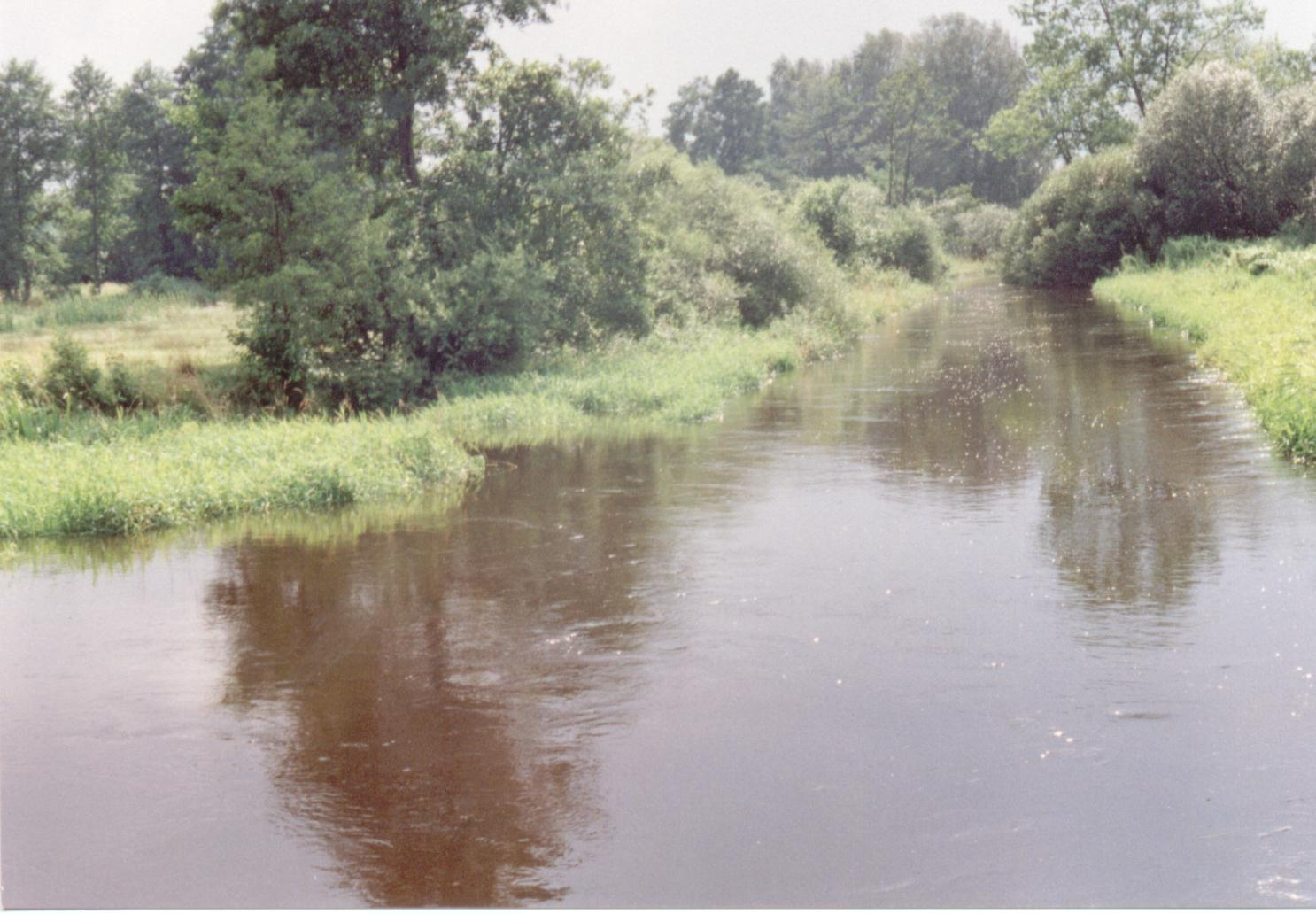
Die Rawka bei Nowy Dwór (30 km flussabwärts von Kochanów)

Im Verlauf der drei Teilungen Polens 1772 bis 1795 vereinnahmten Preußen, Russland und Österreich den Doppelstaat Polen-Litauen und teilten ihn untereinander auf. Aus den durch die zweite Teilung 1793 hinzugewonnenen Gebieten bildete Preußen seine neue Provinz Südpreußen. Da man nicht damit rechnete, diese Gebiete schon nach 14 Jahren wieder abgeben zu müssen, bemühte man sich um eine Intensivierung der landwirtschaftlichen Nutzung nach neuesten Erkenntnissen und holte über Werbekampagnen Siedler aus anderen deutschen Staaten ins Land, insbesondere aus dem damals von Napoleon bedrängten Württemberg. Auf diese Weise entstand eine größere Zahl sogenannter Kolonien, deren Einwohner keine Leibeigenen waren, sondern freie Bauern.
Als 1802 die Kolonisation schon in vollem Gang war und die preußische Kolonisations-Verwaltung unter Hauptmann von Nothardt bereits Not hatte, alle zuströmenden Siedler unterzubringen, legte man in einem Waldgebiet westlich Rawa Mazowiecka eine neue Kolonie an. Die beiden ersten Kolonisten (Familie Andreas Schwarzwälder und das Ehepaar Jacob Schwarzwälder) kamen aus dem bis 1810 zu Württemberg (danach zu Baden) gehörenden Ort Erdmannsweiler bei St. Georgen im Schwarzwald, so dass man die neue Kolonie nach deren Heimat ebenfalls Erdmannsweiler benannte. Dies war bei der Kolonisation ein durchaus öfters angewendetes Verfahren.
Die Kolonie Erdmannsweiler zählte mit 72 Siedlerstellen (Höfen) und 368 Einwohnern zu den größten, die in Südpreußen angelegt wurden. Hinsichtlich ihrer Fläche musste man sie hingegen zu den mittleren bis kleineren rechnen, zudem lag sie auf nur mäßig ergiebigen sandigen Böden, so dass sie schon von ihrer Anlage her zu den ärmeren Kolonien gehörte. Von den 17 Kolonisten, die mit ihren Familien im Jahre 1802 die Erstbesiedlung mit Waldrodung und Häuserbau angingen, sind 12 noch im selben Jahr in die 30 km westlich gelegene Schwabenkolonie Neu-Sulzfeld (Nowosolna) abgewandert. Für 1803 sind 46 neu hinzugezogene Kolonisten (-Familien) nachgewiesen, die letzten freien Stellen wurden 1804 und 1805 besetzt.
Im Vergleich zum Gros der südpreußischen Gründungen lag Erdmannsweiler recht isoliert: Die nächsten benachbarten Schwabenkolonien Grömbach (Łaznowska Wola) im Südwesten und Birkenfeld (Brzozów) im Südosten (schon im Landkreis Tomaszów) waren jeweils 22 km entfernt. Außerdem begann nur 26 km südlich von Erdmannsweiler bereits österreichisches Territorium, die Grenze bildete damals der unmittelbar südlich von Tomaszów Mazowiecki verlaufende Fluss Pilica.
Beim Zusammenbruch Preußens 1806 waren die Rodungsarbeiten in Erdmannsweiler noch längst nicht abgeschlossen, so dass sie ohne staatliche Hilfe und insbesondere unter Verzicht auf die von Preußen gebotenen Kolonisten-Privilegien (Zuschüsse, Steuerbefreiungen u. a.) weitergeführt werden mussten. Mit der Bildung des Herzogtums Warschau durch Napoleon wurden für die Kolonisten nun sogar Abgaben fällig. Die Not vergrößerte sich 1809 durch den Weichselfeldzug Österreichs und 1812 durch den Russlandfeldzug Napoleons zunächst mit Truppendurchzügen und Requirierungen, anschließend mit den zurückkehrenden aufgelösten Truppen und der nachfolgenden russischen Besatzung. Erst nach dem Wiener Kongress 1815 wurden die Zeiten ruhiger: Kongresspolen war gebildet und de facto dem russischen Zaren unterstellt worden.

### Nach Napoleon
Zu Beginn der kongresspolnischen Zeit wurden durch eine Verordnung des Statthalters in Warschau vom 2. Mai 1820 zahlreiche deutsche Ortsnamen durch polnische ersetzt. Erdmannsweiler wurde hierbei in Kochanów umbenannt. Dennoch verwendeten die Einwohner untereinander bis 1945 weiterhin die deutsche Sprache und achteten bei Grundstücksgeschäften sehr darauf, dass möglichst alle Höfe in der Hand von schwäbisch-Stämmigen blieben.

„Es war ein rein deutsches Dorf, Fremde fanden keinen Zugang. Seine Bewohner waren Nachfahren der eingewanderten Schwaben. Es gab nur einen polnischen Landwirt in der Mitte des Dorfes namens Bujakowski, aber der ‚schwätzte‘ gerade so wie die Schwaben auch (…), wobei die schwäbische Mundart allerdings infolge der engen Verbindung zu den benachbarten Pommerndörfern nicht mehr einwandfrei gesprochen wurde. Der pommersche Einschlag war in dem in Erdmannsweiler gesprochenen Deutsch nicht zu verkennen.“

1827 hatte Kochanów 426 Einwohner in 71 Häusern. Die Einwohner waren größtenteils evangelisch, so lebten beispielsweise 1829 in Kochanów lediglich 17 Katholiken. 1821 wurde in Rawa Mazowiecka eine evangelische Gemeinde gegründet, zu welcher fortan auch die Kochanówer Protestanten gehörten. 1826 machte die katholische Gemeinde Głuchów (die bis 1821 auch die Geburten, Heiraten und Todesfälle für ganz Kochanów beurkundet hatte) Besitzansprüche auf das gesamte Gelände von Kochanów geltend, welches die preußische Regierung 31 Jahre zuvor (wie alle kirchlichen Güter in Südpreußen) eingezogen hatte. Die Klage der Gemeinde blieb jedoch ohne Erfolg, und die Kolonisten konnten ihren Grundbesitz behalten. 1851 ergab eine Zählung 446 Deutsche unter den Bewohnern.
Markante Ereignisse der Folgejahre waren der Novemberaufstand von 1830/31 und der Januaraufstand von 1863/64, die jedoch beide für Polen nicht die ersehnte Unabhängigkeit von Russland brachten, sondern im Gegenteil eine noch rigidere Herrschaft des Zaren über seine polnischen Gebiete bewirkten. Eine Verbesserung für die polnischen Bauern bedeutete lediglich die Aufhebung ihrer Leibeigenschaft 1864, nachdem dieser Schritt 1861 bereits (zumindest formell) in Russland durchgeführt worden war. Im Ergebnis führte dies dazu, dass nun nicht nur besitzlose Kolonistensöhne, sondern auch polnische Bauern ohne Erlaubnis ihres Grundherren in die wachsenden neuen Industriestädte wie Łódź oder das ebenfalls nur 42 km entfernte Żyrardów ziehen und dort versuchen konnten, ihren Lebensunterhalt als Fabrikarbeiter zu verdienen.
Das Geographische Lexikon des Königreiches Polen von 1883 hob als Charakteristikum Kochanóws hervor, dass seine Einwohner Leinen herstellten, woraus sich schließen lässt, dass die Landwirtschaft allein oft kein Auskommen mehr sicherte. In der zweiten Hälfte des 19. Jahrhunderts wurde in Kochanów eine kleine evangelische Holzkirche mit Turm und einem danebenstehenden Glockenstuhl errichtet. Der Pastor aus Rawa kam nur gelegentlich, meist wurde der Gottesdienst vom ortsansässigen Kantor gehalten, der zugleich Lehrer der im Dorf eingerichteten Schule war. Die Schule ist schon für 1865 nachgewiesen, bestand noch nach 1919 als deutsche Schule und wurde erst in der Zwischenkriegszeit in eine polnische Schule umgewandelt. Um 1880 wurde ein Posaunenchor und ein gemischter Gesangschor gegründet, zeitweise existierte sogar ein zweiter Chor und ein kleines Streichorchester.

### Erste Hälfte des 20. Jahrhunderts
In der ersten Hälfte des 20. Jahrhunderts gab es in Kochanów mehrere Läden, zwei Schmiede, zwei Schneider und je einen Tischler, Stellmacher und Schuhmacher. Außerdem gab es zwei Ölpressen und die erwähnte Wassermühle an der Rawka.
Da es keine Möglichkeit zur Erweiterung der landwirtschaftlichen Flächen gab, zersplitterten viele Höfe in immer kleinere Wirtschaften, die aber keine alleinige Existenzgrundlage mehr boten. 1907 erwarb eine Gruppe von schwäbisch-stämmigen Bauernsöhnen aus Kochanów im westlichen Nachbarort Jankowice (heute Gemeinde Jeżów) Ländereien und schuf dort eine Art eigene Klein-Kolonie, außerdem begann um die Jahrhundertwende eine starke Auswanderung nach Übersee (womit man in diesem Kontext Amerika meinte). Auch in den Jahren 1926/28 wanderten zahlreiche Familien nach Kanada aus.
Der Erste Weltkrieg brachte auch über Kochanów Not, doch wirkten sich die nach Kriegsende im Versailler Vertrag beschlossenen Gebietsveränderungen Deutschlands nicht auf das Schwabendorf aus – es gehörte weiterhin zu Polen, allerdings mit dem großen Unterschied, dass Polen spätestens nach dem Polnisch-Sowjetischen Krieg 1919–1921 ein unabhängiger Staat war und es keine russische Obrigkeit mehr gab, die einige Jahre zuvor z. B. noch allen Schulkindern des Landes das Erlernen der russischen Schrift und Sprache verordnet hatte.
Wie in anderen Schwabensiedlungen Mittelpolens hatten sich auch in Kochanów die besonders religiös orientierten unter den evangelischen Siedlern zur christlichen Gemeinschaft der Herrnhuter zusammengeschlossen. In Kochanów errichteten sie 1935/36 ein eigenes Gemeinschaftshaus.
Der Zweite Weltkrieg begann am 1. September 1939 mit dem Überfall der deutschen Wehrmacht auf Polen, welcher nach wenigen Wochen mit der Unterwerfung Polens endete, an der sich dann auch die Sowjetunion beteiligte. Während das nahe gelegene Łódź (1940 zu Litzmannstadt umbenannt) entgegen anfänglichen Planungen im November 1939 doch noch dem neu gebildeten Reichsgau Wartheland und damit auch dem eigentlichen Deutschen Reich zugeschlagen wurde und mit ihm gerade noch die benachbarten Gemeinden Neu-Sulzfeld und Brzeziny (ab 1943 Löwenstadt genannt), fiel Kochanów dem sogenannten Generalgouvernement zu, einer Art polnischem Rumpfstaat unter deutscher Kontrolle, der nach dem Willen der Nationalsozialisten vor allem die Aufgabe haben sollte, all seine Ressourcen ohne Rücksicht auf eigenes Wohlergehen dem Deutschen Reich zur Verfügung zu stellen. Die Grenze zum Warthegau verlief etwa 10 km westlich von Kochanów.
Im Jahre 1941 lebten 650 Einwohner in Kochanów, und bis 1945 war das Land in 111 Wirtschaften und Parzellen aufgeteilt, wobei nur 10 Wirtschaften mehr als 10 Hektar Land hatten und als Vollbauernhöfe (nach heutigem Sprachgebrauch Vollerwerbsbauernhöfe) gelten konnten.

### Nach dem Zweiten Weltkrieg
Für Kochanów endete der Zweite Weltkrieg Mitte Januar 1945 mit einer für Deutschland überraschenden (wenn auch nicht unerwarteten) Großoffensive namens Weichsel-Oder-Operation der Roten Armee, die innerhalb weniger Tage ganz Mittelpolen überrannte und deutschen Widerstand, sofern er denn noch in Erscheinung trat, in kürzester Zeit auslöschte. Nach Konsolidierung der Verhältnisse und dem offiziellen Kriegsende im Mai 1945 übernahm die polnische Regierung wieder die Macht. Zahlreiche deutschstämmige Einwohner haben in der Folge das Land verlassen, die Häuser und Höfe Kochanóws wurden von Polen übernommen.
Bereits 1944 wurde in Kochanów ein Waisenheim errichtet, 1947 wurde am westlichen Ende des Dorfes an der Kreuzung der Dorf-Hauptstraße mit der Straße Białynin – Jankowice eine kleine Kapelle erbaut, die innen und außen mit Feldsteinen verkleidet ist. Seit 1968 gibt es in Kochanów eine eigene katholische Kirchengemeinde Sankt Josef der Bauhandwerker und Unsere Liebe Frau von Tschenstochau. In den Jahren 1977–1979 wurde an Stelle der früheren evangelischen Holzkirche eine vergleichsweise große katholische Kirche St. Josef aus Backstein erbaut, der zugehörige Friedhof liegt etwa 200 m nördlich außerhalb des eigentlichen Dorfes auf einem Hügel. Die Pfarrgemeinde Kochanów besteht heute aus den Dörfern Kochanów, Jankowice Wieś, Jankowice Kolonia, Gutkowice Wieś, Gutkowice Nowiny, Gutkowice Pole, Sabinów und Dzielnica. Die gesamte Pfarrei hat circa 600 Seelen und ist eine der kleinsten in der Diözese Łowicz. Nachdem das Dach der Kirche undicht geworden war, kam es im März 2016 während der Messe zu Handgreiflichkeiten zwischen Pfarrer Grzegorz Kucharewicz und einem Unternehmer im Streit um die Renovierung. Im selben Jahr wurde Jacek Wiśniewski neuer Pfarrer von Kochanów.
Nach der polnischen Verwaltungsreform 1975, welche die Ebene Powiat (Landkreis) abschaffte und dafür die Zahl der Woiwodschaften (Provinzen) von 16 auf 49 steigerte, gehörte Kochanów administrativ zur Woiwodschaft Skierniewice, nach deren Auflösung 1998 wieder zur Woiwodschaft Łódź. Spätestens ab 1965 gab es auch wieder eine Grundschule, die nach Władysław Jagiełło benannt und für ungefähr 100 Kinder ausgelegt war und sich in unmittelbarer Nachbarschaft der Kirche befand. Mit der Reform des Bildungssystems 1999 wurde die Schule geschlossen, ihr Gebäude beherbergt heute ein Pflegeheim für Senioren. Die steinerne Mühle steht nach wie vor gegenüber der Kirche an der Brücke über die Rawka.